# Sebastianuskapelle (Tauberbischofsheim)

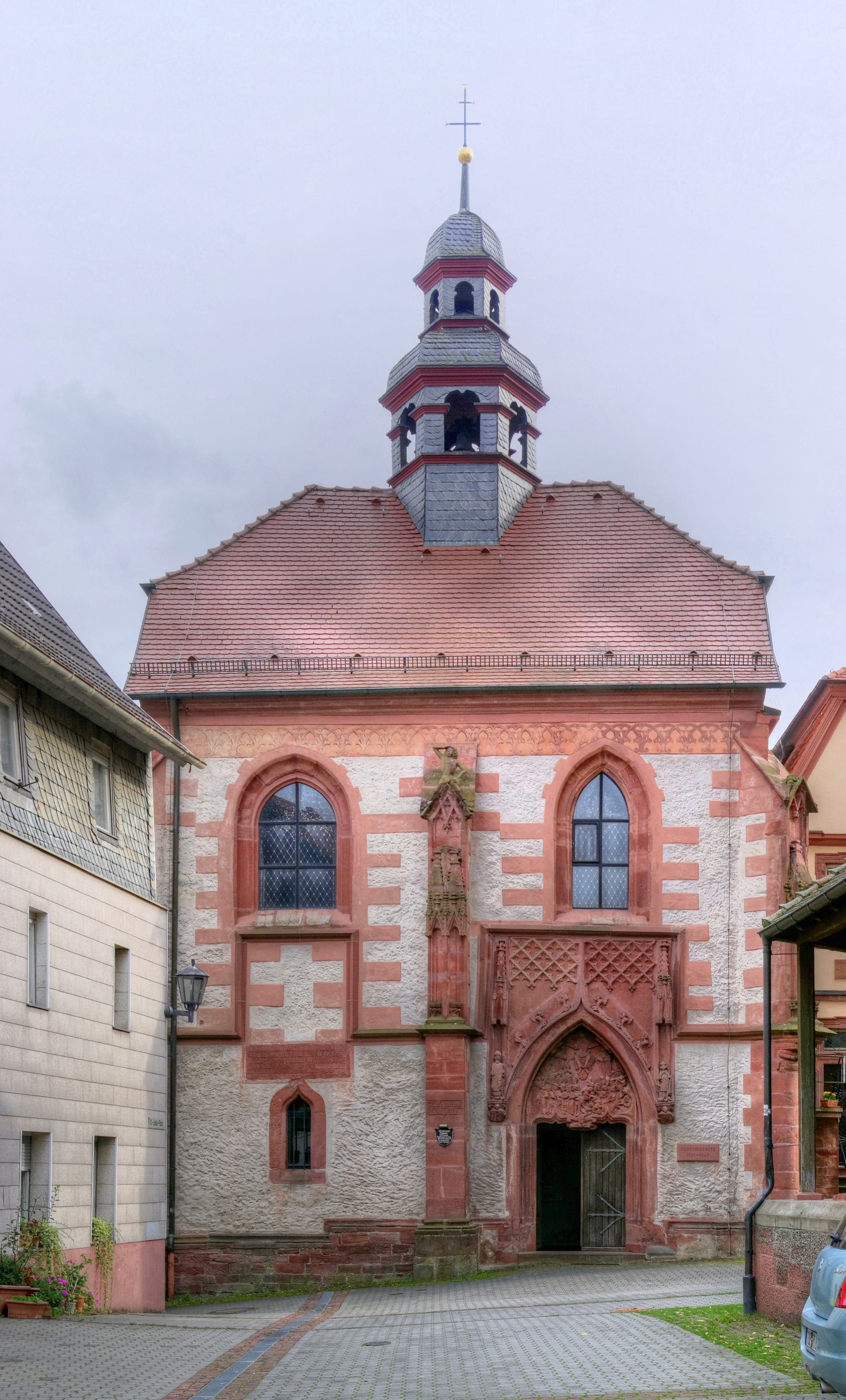
Die Sebastianuskapelle in Tauberbischofsheim (2014)

Die römisch-katholische Sebastianuskapelle in Tauberbischofsheim im Main-Tauber-Kreis wurde im 15. Jahrhundert erbaut. Es handelt sich um eine Doppelkapelle, die sich in ein Unter- und Obergeschoss mit eigenständigen Kapellen aufteilt.

## Geschichte
Die Sebastianuskapelle wurde 1474 als Doppelkapelle mit zwei übereinander angeordneten Kapellen erbaut und diente früher als Friedhofskapelle. Die Sebastianuskapelle gehört heute zur Seelsorgeeinheit Tauberbischofsheim, die dem Dekanat Tauberbischofsheim des Erzbistums Freiburg zugeordnet ist.

## Kirchenbau und Ausstattung

### Kapelle im Untergeschoss
Die untere Kapelle diente früher als Friedhofskapelle. Beim Eingang zum Untergeschoss, dem Beinhaus, befindet sich eine Skulptur des Jüngsten Gerichts. Daneben gibt es Schriftentafeln an beiden Seiten des Eingangs, die vom Bau der Kapelle berichten. Die Kapelle dient heute als Gedenkstätte der Stadt Tauberbischofsheim für die Toten des Ersten und Zweiten Weltkriegs und der Nachkriegszeit.

### Kapelle im Obergeschoss
Die Kapelle im oberen Stock wurde von der früheren Sebastianusbruderschaft als Versammlungs- und Gebetsraum genutzt. Dies verlieh der Kapelle im Volksmund ihre gleichnamige Bezeichnung. Glasbilder mit dem Leben der Stadtheiligen Lioba beherrschen den spätgotischen, renovierten Kirchenraum. Die Entwürfe hierzu stammen vom Kunstmaler Feuerstein.

Ansichten der Sebastianuskapelle in Tauberbischofsheim
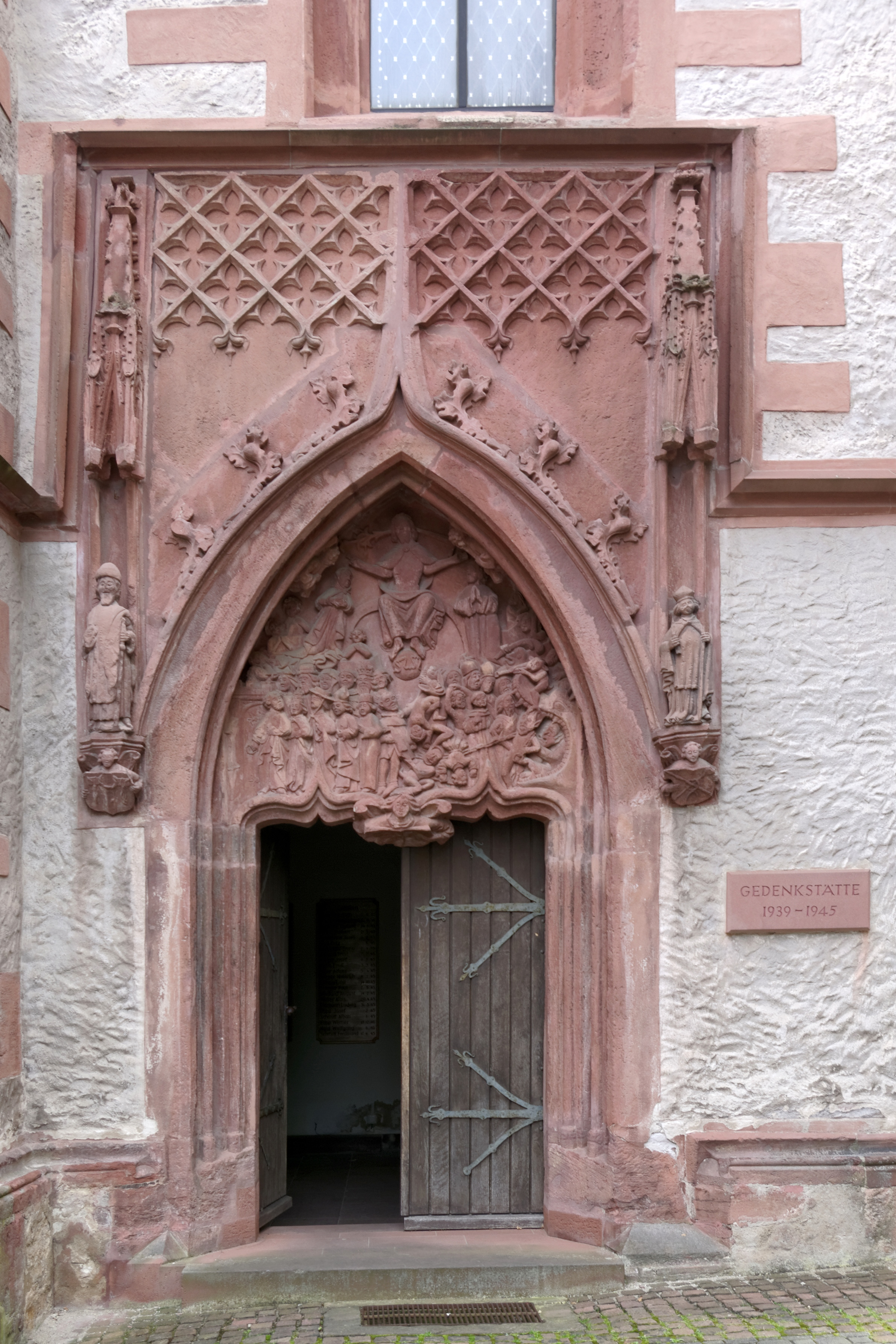
Eingang zur unteren Kapelle
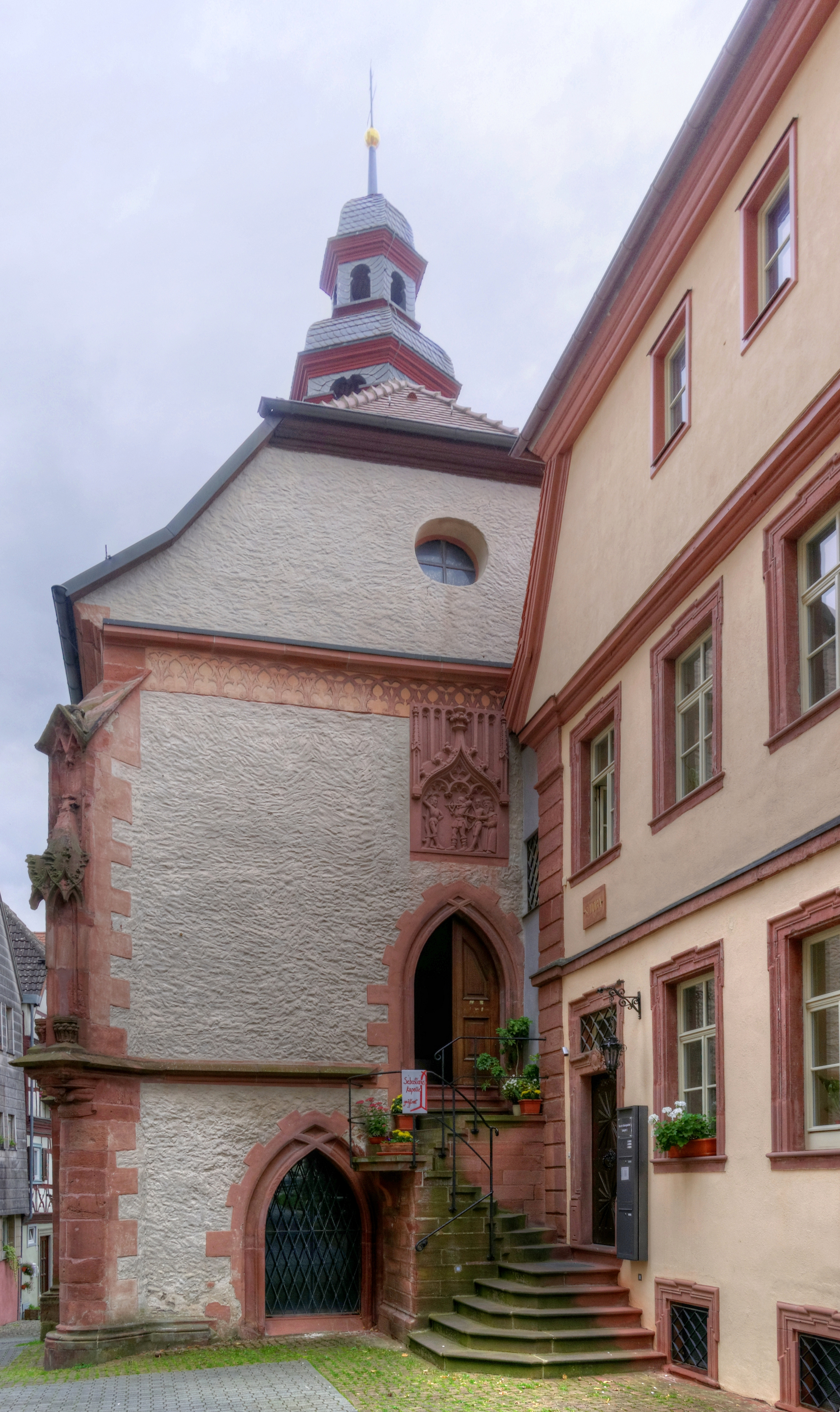
Eingänge zur unteren und oberen Kapelle
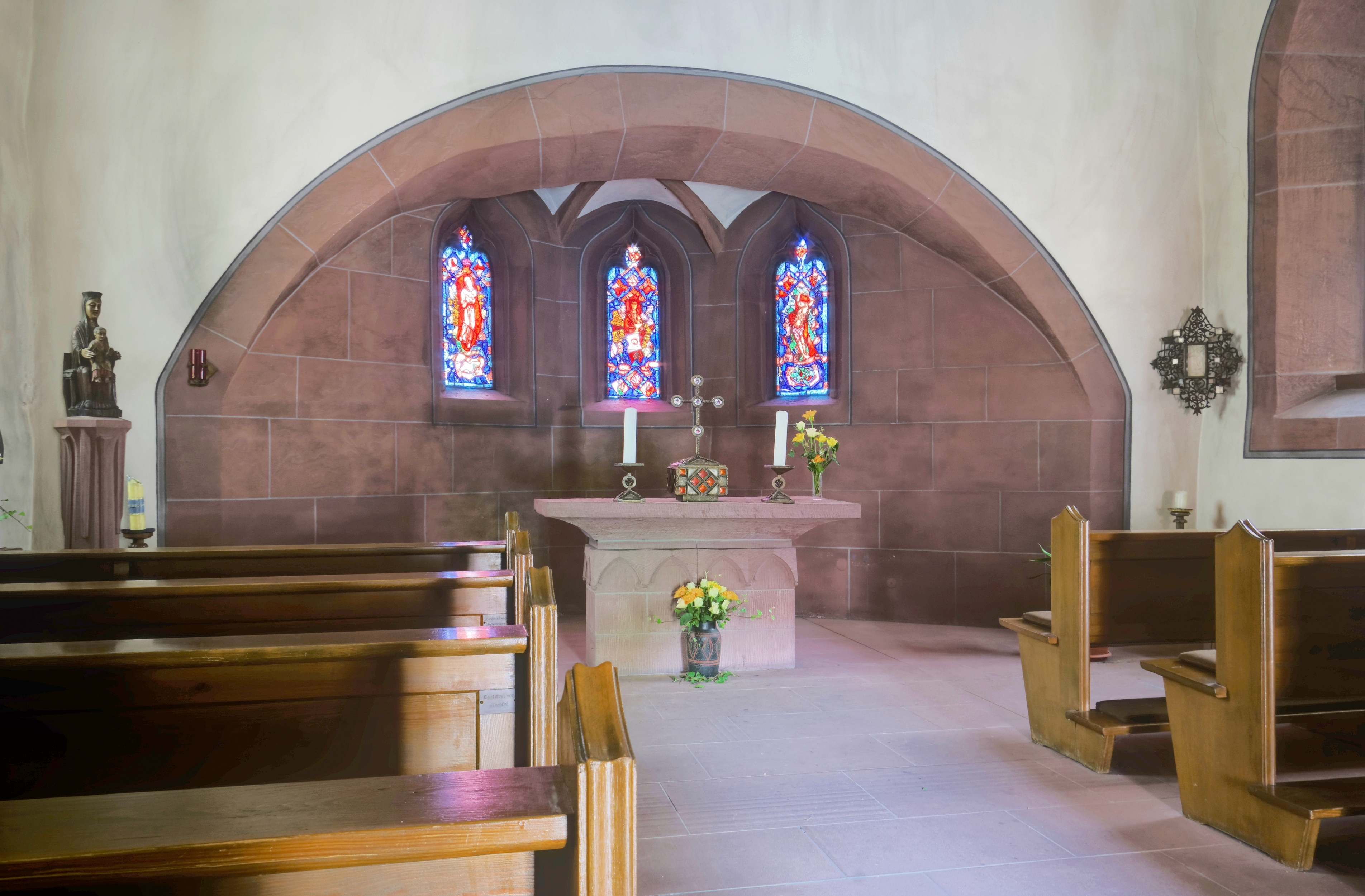
Innenansicht
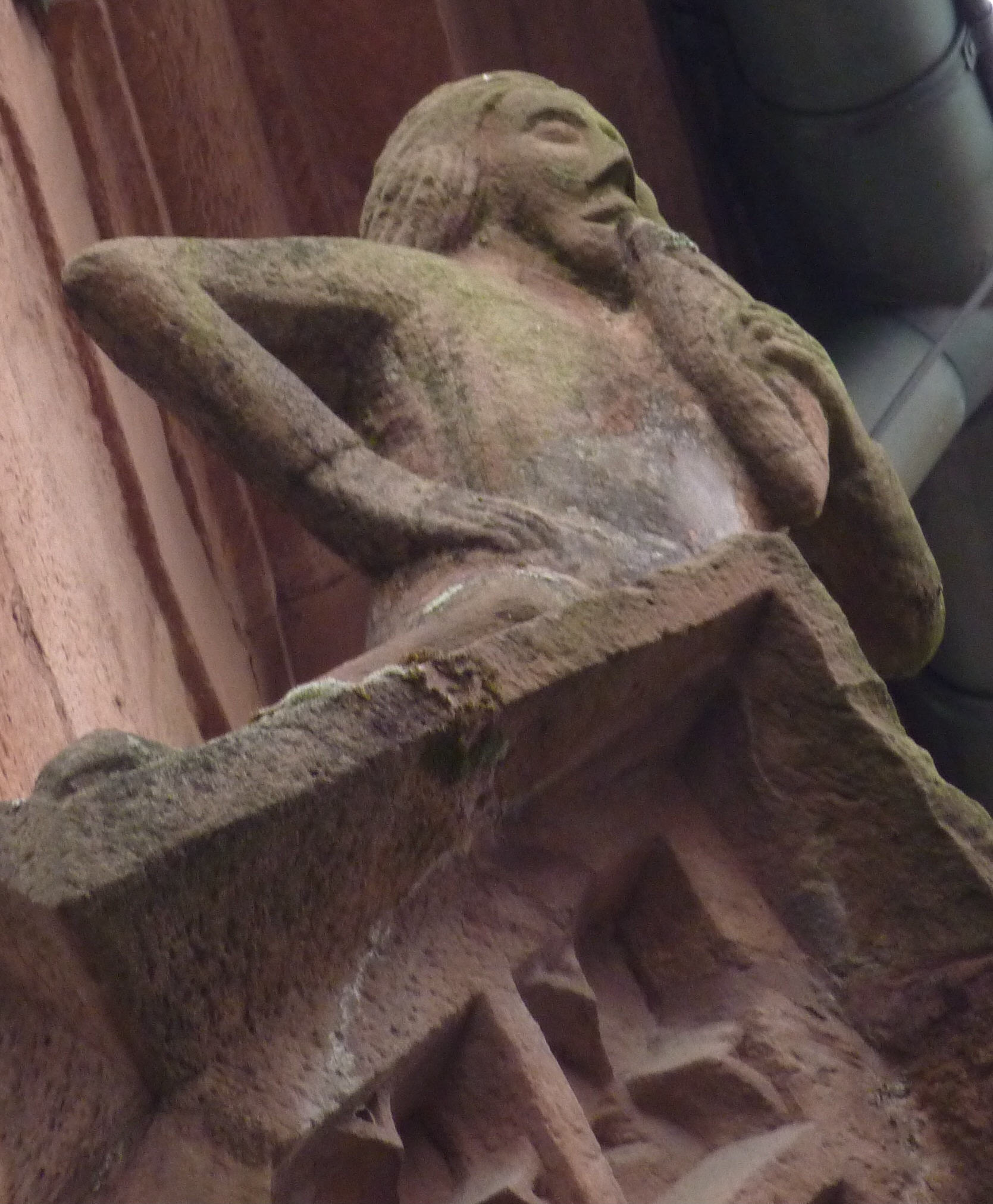
Brotesser-Statue